# アレックス・ヤング
アレックス・ヤング (Alex Young) ことアレキサンダー・ヤング（Alexander Young, 1938年12月28日 - 1997年8月4日）は、おもにセッション・ミュージシャンとして活動した、スコットランドのギタリスト。別名、ジョージ・アレキサンダー (George Alexander) 。

## 経歴
スコットランド最大の都市グラスゴーの東郊クランヒル(Cranhill)で生まれた。父ウィリアム・ヤング(William Young)と母マーガレット(Margaret)の最初の子どもであった。後にイージービーツを結成してリズムギターを担当したジョージ、オーストラリアのハード・ロック・バンドAC/DCを結成したマルコムとアンガスは、アレックスの弟である。
1963年に、一家はオーストラリアのシドニーへ移住したが、長兄のアレックスだけはイギリスに残って音楽の道を進むことになった。1967年、ヤングはロンドンでグレープフルーツGrapefruit(当初はThe Grapefruit)というバンドを他の3人のメンバー(John Perry、Geoff Swettenham、Pete Swettenham)と結成した。当時、ヤングはベースを弾いていた。
1967年夏、ヤングは、ビートルズの友人であり当時アップルの管理職をしていたテリー・ドーラン(Terry Doran)を通じて、ベイカー街94番地にあったアップル・ミュージック・パブリッシングとソングライターとして契約を結んだ。ドーランは後にグレープフルーツのマネージャーとなった。この契約は、ヤングの作品である「Lullaby for a Lazy Day」が、ジョン・レノンはじめビートルズのメンバーに気に入られたことを踏まえたものだった。(後に、レノンの死後、個人的な所有物の中から、この曲のテープが見つかっている。)
グレープフルーツは、ビートルズからある程度の支援を受け、1968年から1969年にかけて、2枚のアルバム『Around Grapefruit』、『Deep Water』と、7枚のシングルをリリースした。1968年1月17日に行われたデビュー・シングル「Dear Delilah」の発表記者会見では、ビートルズがグレープフルーツを紹介する形がとられた。この曲は、1968年2月に、イギリスのシングル・チャートで21位まで上昇した。ポール・マッカートニーは、グレープフルーツの曲「Elevator」のプロモーション・フィルムを監督したが、これは結局発表されなかった。グレープフルーツのレコーディングには、ジョン・レノン、ポール・マッカートニー、ジョージ・ハリスンが立ち会い、手伝うこともあったが、これはレコーディングの段階でプロデューサーもおらず、レコード会社との契約も未定だったためである。しかし、1969年の遅い時期に、グレープフルーツは解散状態になり、ヤングだけがセッション・ミュージシャンとして音楽業界に留まった。
ヤングが書いた「I'm a Rebel」は、1976年に弟たちのバンドAC/DCがレコーディングしたが、リリースには至らなかった。この曲は、後にドイツのバンド、アクセプトが取り上げている。
1971年、ヤングは、グレープフルーツ名義でシングル「Sha-Sha / Universal Party」を、ジョージ・ヤングとハリー・ヴァンダとともにリリースした。
ヤングの息子、スティーヴィー・ヤングもミュージシャンとなり、1988年のAC/DCのアメリカ・ツアーでは、マルコムの代役としてステージに上がっている。